# Corethrella amazonica
Corethrella amazonica är en tvåvingeart som beskrevs av John Lane 1939. Corethrella amazonica ingår i släktet Corethrella och familjen Corethrellidae. Inga underarter finns listade i Catalogue of Life.